# Jan Janiczek

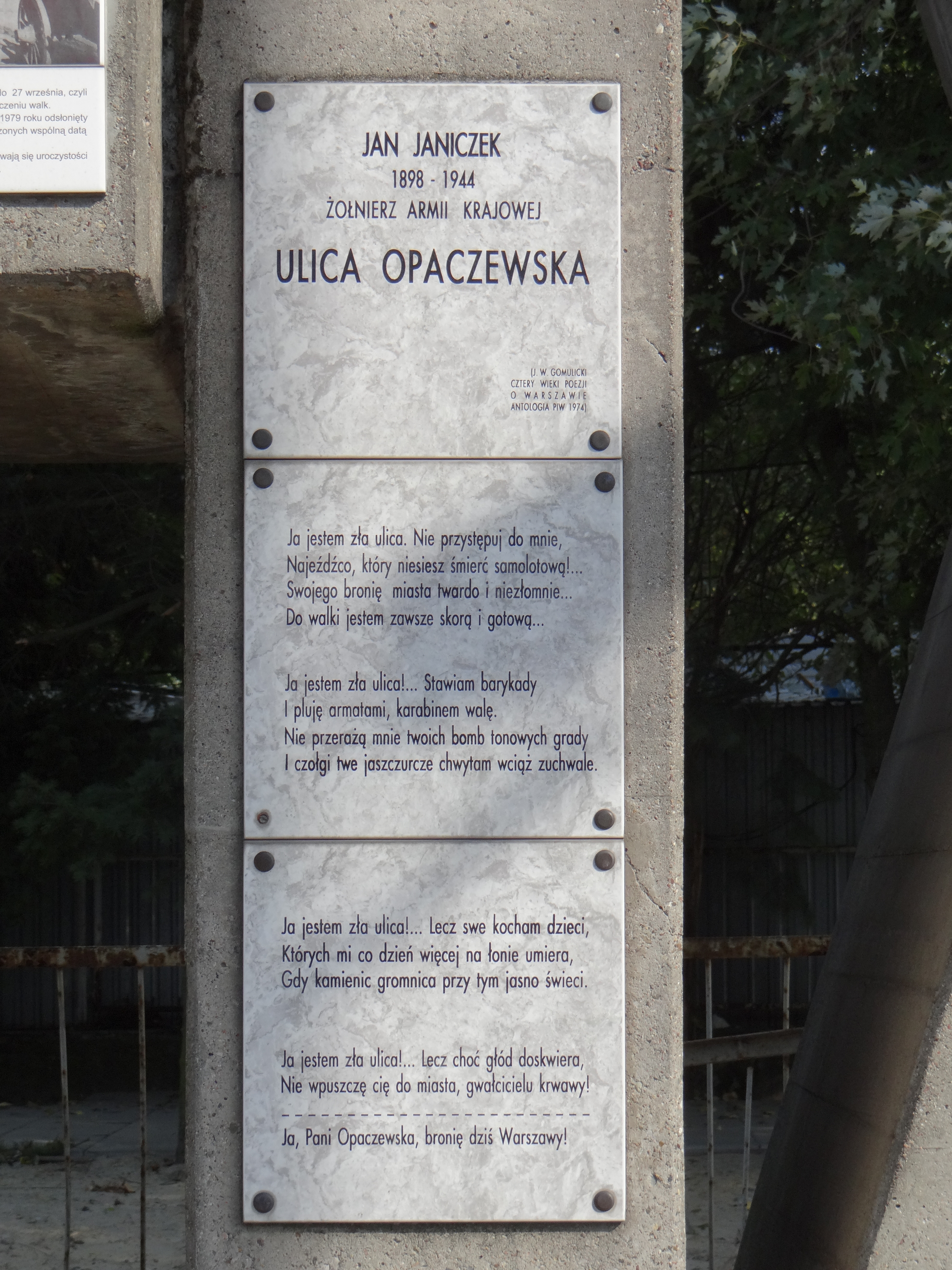
Wiersz o ulicy Opaczewskiej na pomniku Barykada Września

Jan Edward Janiczek ps. Świadek (ur. w 1898 w Werchracie, zm. 4 grudnia 1944 w obozie koncentracyjnym Gross-Rosen) – polski poeta, dziennikarz, działacz konspiracyjny.

## Życiorys
Studiował na Uniwersytecie Jagiellońskim w Krakowie. Przed wybuchem II wojny światowej był urzędnikiem bankowym.
Podczas okupacji niemieckiej przebywał w Warszawie i był członkiem Związku Walki Zbrojnej, a następnie kontynuował działalność konspiracyjną w Armii Krajowej. W jego mieszkaniu przy ulicy Chełmżyńskiej działała tajna drukarnia pomocnicza, w której powielano skrócone wydanie „Biuletynu Informacyjnego”. Miał być również zaangażowany w niesienie pomocy Żydom.
Po wybuchu powstania warszawskiego został wywieziony przez Niemców do obozu koncentracyjnego Gross-Rosen, gdzie zginął 4 grudnia 1944.

## Twórczość
W okresie od 1939 do 1940 napisał cykl wierszy Warszawa wrześniowa, poświęcony obronie Warszawy, w tym m.in. upamiętniający obronę Ochoty wiersz pt. Ulica Opaczewska poświęcony ulicy o tej nazwie, wzdłuż której przez wiele dni biegła linia frontu. Ów cykl wierszy w roku 1942 otrzymał wyróżnienie w konkursie „Biuletynu Informacyjnego”.
W 1941 kilkanaście wierszy Jana Janiczka weszło do pierwszej konspiracyjnej Antologii poezji współczesnej, której był współredaktorem ze Stanisławem Miłaszewskim, pod wspólnym pseudonimem Narcyz Kwiatek.